# Lijst van rijksmonumenten op begraafplaats Kovelswade
De stad Utrecht telt in totaal 1.402 inschrijvingen in het rijksmonumentenregister. De 2e Algemene Begraafplaats Kovelswade aan de Koningsweg nr. 47 telt 13 rijksmonumenten. Hieronder een overzicht.
| Object                                       | Oorspronkelijke functie?  | Bouwjaar | Architect | Locatie           | Coördinaten?                | Nr.?   | Afbeelding        |
| -------------------------------------------- | ------------------------- | -------- | --------- | ----------------- | --------------------------- | ------ | ----------------- |
| 2e Algemene Begraafplaats Kovelswade, aanleg | Begraafplaats en -onderdl | 1904     |           | Koningsweg nr. 47 | 52° 4' 29" NB, 5° 8' 10" OL | 514300 | Meer afbeeldingen |
| Toegangshek                                  | Begraafplaats en -onderdl | 1904     |           | Koningsweg nr. 47 | 52° 4' 29" NB, 5° 8' 10" OL | 514308 | Meer afbeeldingen |
| Monumentaal hek binnenplein                  | Begraafplaats en -onderdl | 1904     |           | Koningsweg nr. 47 | 52° 4' 29" NB, 5° 8' 10" OL | 514307 | Meer afbeeldingen |
| Ontvangstgebouw                              | Begraafplaats en -onderdl | 1904     |           | Koningsweg nr. 47 | 52° 5' 34" NB, 5° 6' 39" OL | 514301 | Meer afbeeldingen |
| Graf familie Hamburger                       | Begraafplaats en -onderdl | 1925     |           | Koningsweg nr. 47 | 52° 4' 29" NB, 5° 8' 10" OL | 514302 | Meer afbeeldingen |
| Grafmonument van Luit Blom                   | Begraafplaats en -onderdl | 1932     |           | Koningsweg nr 47  | 52° 4' 29" NB, 5° 8' 10" OL | 514303 | Meer afbeeldingen |
| Grafteken Anthonie Begeer                    | Begraafplaats en -onderdl | 1910     |           | Koningsweg nr. 47 | 52° 4' 29" NB, 5° 8' 10" OL | 514304 | Meer afbeeldingen |
| Familiegraf Van Noordenne Verloop            | Begraafplaats en -onderdl | 1917     |           | Koningsweg nr. 47 | 52° 4' 29" NB, 5° 8' 10" OL | 514305 | Meer afbeeldingen |
| Familiegraf Fentener van Vlissingen          | Begraafplaats en -onderdl | 1918     |           | Koningsweg nr. 47 | 52° 4' 29" NB, 5° 8' 10" OL | 514306 | Meer afbeeldingen |
| Grafmonument van Johanna van Woude           | Begraafplaats en -onderdl | 1934     |           | Koningsweg nr. 47 | 52° 4' 29" NB, 5° 8' 10" OL | 514309 | Meer afbeeldingen |
| Grafmonument van Carl Feuerlein              | Begraafplaats en -onderdl | 1918     |           | Koningsweg nr. 47 | 52° 4' 29" NB, 5° 8' 10" OL | 514310 | Upload foto       |
| Grafmonument Jan Quast                       | Begraafplaats en -onderdl | 1929     |           | Koningsweg nr. 47 | 52° 4' 29" NB, 5° 8' 10" OL | 514311 | Upload foto       |
| Grafmonument van Johan Tehupeiory            | Begraafplaats en -onderdl | 1908     |           | Koningsweg nr. 47 | 52° 4' 29" NB, 5° 8' 10" OL | 514312 | Meer afbeeldingen |